# Tom Simpson
Thomas „Tom“ nebo „Tommy“ Simpson (30. listopadu 1937 – 13. července 1967 ) byl jeden z nejúspěšnějších britských cyklistů. Narodil se v Haswellu v County Durham v Anglii a později se přestěhoval do Harworthu v Nottinghamshire. Jako teenager se začal věnovat silniční cyklistice, poté se dal na dráhovou cyklistku a zaměřil se na stíhací závody. Získal bronzovou medaili v dráhové cyklistice na Letních olympijských hrách 1956 a stříbrnou na 1958 British Empire and Commonwealth Games.
V roce 1959, když mu bylo 21 let, podepsal Simpson smlouvu s francouzským týmem St. Raphaël-Géminiani. Následující rok přestoupil do jejich prvního týmu Rapha-Gitane-Dunlop a v roce 1961 vyhrál závod Kolem Flander. Simpson se poté stal závodníkem týmu Gitane-Leroux-Dunlop.
V roce 1963 přestoupil do týmu Peugeot-BP-Englebert, ten samý rok vyhrál Bordeaux–Paříž a v roce 1964 vyhrál Milán - San Remo. V roce 1965 se stal prvním britským mistrem světa v silniční cylkistice a vyhrál Giro di Lombardia. V sezóně 1966 Simpson prodělal několik zranění. V roce 1967 vyhrál dvě etapy závodu Vuelta a España.
V roce 1967 během 13. etapy Tour de France Simpson při výjezdu na Mont Ventoux zkolaboval a zemřel. Bylo mu 29 let. Pitva zjistila, že příčinou byla kombinace amfetaminů a alkoholu; tato diuretická kombinace se ve spojení s horkem a těžkým výstupem na Ventoux ukázala být smrtelná. Pomník poblíž místa, kde Simpson zemřel, se stal poutním místem mnoha cyklistů.